# Amber (Album)
Amber (engl.: Bernstein) ist das zweite Studioalbum des britischen Electronica-Duos Autechre. Das Album erschien am 7. November 1994 auf dem Sheffielder Plattenlabel Warp Records mit der Katalognummer WARP CD25. Amber gilt als Meilenstein des Genres IDM.

## Entstehungsgeschichte
Autechres erstes Album Incunabula auf Warp war eher eine Compilation älterer, bereits produzierte Stücke. Mit Amber entstand ihr erstes Album aus eigenständig für diesen Zweck aufgenommenen Musikstücken.
Verglichen mit Autechres späteren Alben ist Amber deutlich harmonischer und ruhiger.

## Titelliste
Alle Songs wurden von Rob Brown und Sean Booth geschrieben und produziert.
Seite 1
1. Foil – 6:04
2. Montreal – 7:15
3. Silverside – 5:31
Seite 2
4. Slip – 6:21
5. Glitch – 6:15
6. Piezo – 8:00
Seite 3
7. Nine – 3:40
8. Further – 10:07
Seite 4
9. Yulquen – 6:37
10. Nil – 7:48
11. Teartear – 6:45

## Rezeption
Das Album erhielt überwiegend gute Kritiken. So bemerkte der Kritiker der Musikzeitschrift Intro Autechre förderten auf Amber „Sounds zutage, die den Eindruck der Schwerelosigkeit vermitteln.“ Insbesondere hob er die sich ständig auf- und umschichtenden Rhythmen und Klänge hervor. Zu den besten Stücken in diesem Bereich gehörten Nine und Silverside.
Das britische Magazin Select vergab ebenfalls eine hohe Wertung von vier von fünf Sternen. Das Album klinge wie eine Alien-Jazz-Platte („...alien jazz record...“). Stücke wie Foil ließen selbst die abstrakten Klänge des Aphex Twin oder von µ-ziq fast konventionell klingen. („...make even Aphex or µ-ziq's abstract tones seem almost conventional...“). Das Album sei trotz allem kein zielloses Experiment („...goalless experimentation...“), sondern enthalte zahlreiche Melodien („...plenty of melody...“).
Eher durchschnittlich fiel die Bewertung des Kritikers Riley Reinhold im Szenemagazin Frontpage aus:

„Melancholie und romantische Vorstellungen ... Der Überschuß an klischeemäßigen Stringsounds und die Richtungslosigkeit der Platte, lassen sie in einem Licht erscheinen, welches sich einen Schritt weiter in die strukturlose Independent Ecke bewegt. Selten überrascht hier ein Stück.“

Auf der Musikwebseite AllMusic erhielt das Album die hohe Bewertung von viereinhalb von fünf Sternen. Der Kritiker Ned Raggett urteilte rückblickend, Amber sei nicht besser oder schlechter als der Vorgänger Incunabula. Der große Schritt, den das Album in der Entwicklung Autechres markiere, sei hingegen erst im Rückblick verständlich („... the great leap forward becomes all the more logical in retrospect.“).
Pitchfork wählte Amber auf Platz 16 der 50 besten IDM-Alben aller Zeiten.

## Cover
Das Coverdesign stammt wie auch das des Vorgängeralbums Incunabula vom Sheffielder Design-Büro The Designers Republic. Das Cover-Foto zeigt nach gängiger Meinung eine Bergformation aus Kappadokien in Anatolien. Sämtliche Schriftzüge sind in silbernen Buchstaben dargestellt.
In den Liner Notes findet sich der Hinweis Teartear is for Gerrard O'Hara.